# Шоу Эрика Андре
«Шоу Эрика Андре» (англ. The Eric Andre Show) — американский комедийный телесериал, который начал выходить в эфир 20 мая 2012 года. Премьера шоу состоялась на канале Adult Swim. Оно является пародией на культуру 1990-х годов и малобюджетные публичные ток-шоу. Сериал ведет комик Эрик Андре, а его соавтором является Хэннибал Бёресс. Все эпизоды были сняты режиссерами Китао Сакураем и Эндрю Баркилоном. Гари Энтони Уильямс,  выступающий в качестве диктора в первом сезоне, во втором сезоне был заменен Томом Кейном, которого, в свою очередь, с третьего сезона заменил Роберт Смит. 
31 декабря 2012 года «Шоу Эрика Андре» вышло в эфир с 45-минутным новогодним спецвыпуском под названием «The Eric Andre New Year's Eve Spooktacular». Второй специальный выпуск, получивший название «Eric Andre Does Paris», вышел в эфир 18 февраля 2018 года. Премьера шестого и финального сезона состоялась 4 июня 2023 года.

## Особенности шоу и приглашенные звезды
Каждый новый сезон шоу визуально отличается от предыдущего. Например, в первом сезоне съемки велись с помощью некачественных камер, а освещение было гораздо темнее, чем в следующих сезонах. Начиная со второго сезона, шоу стали снимать в формате HD, а внешний вид ведущего (Эрика Андре) изменился, став более официальным. В третьем сезоне Андре отрастил и выпрямил волосы (они у него кудрявые от природы). В 4-м сезоне Андре стал носить смокинг, в то время как оркестр программы был заменен группой пожилых мужчин. Известно, что для 5-го сезона, который выйдет в эфир в 2020 году, Андре набрал вес, побрил голову и увлекся авто-загаром. 
Приглашенные звезды появляются на протяжении всего шоу, причем некоторые из них фальсифицируются с помощью подражателей или случайных людей, включая Джерри Сайнфелда, Рассела Брэнда, Джорджа Клуни, Халка, Бейонсе, Арнольда Шварценеггера (его сыграл Брюс Виланч) и Jay-Z. Со второго сезона знаменитости стали «реальнее». Гостями шоу становились музыканты (Tyler, the Creator, Пит Венц, Девендра Банхарт, Киллер Майк, Уиз Халифа, T-Pain, Джордж Фишер, Деми Ловато, Chance the Rapper, Mr. Muthafuckin' eXquire, Flying Lotus, Open Mike Eagle, Дэйв Коз, Мак Демарко), актеры (Райан Филлипп, Кристен Риттер, Дольф Лундгрен, Джек Блэк, Обри Пиплз, Джек Макбрайер, Джеймс Ван Дер Бик, Крис Джерико, Сет Роген), и ТВ-звезды 1980-х/1990-х годов (Татьяна Али, Лоренцо Ламас, Джоди Суитин). Также, гостями шоу становились Лорен Конрад, Джимми Киммел, ветеран анимации Джон Крисфалуси и порнозвезда Аса Акира.

## Зарождение
Шоу во многом зародилось благодаря анимационному комедийному ток-шоу «Космический призрак», которое транслировалось на телеканале Cartoon Network, а позже и на Adult Swim. Помимо «Призрака», на концепцию «Шоу Эрика Андре» повлиял Крис Фарли из Saturday Night Live, эпизод "The Merv Griffin Show" сериала Сайнфелд, Джимини Глик, Том Грин, Конан О'Брайен и Шоу Али Джи.
Содиректор шоу Китао Сакурай просит не относиться к программе как к подделке: "Я думаю, что [этот термин] подразумевает, что мы на 100% зависим от материала, который поставляют другие ток-шоу, что мы просто живем за счет этого…. Но это скорее деконструкция, альтернативное реалити-шоу, а не пародия. Я думаю, что интервью, которые мы проводим с реальными людьми и знаменитостями, имеют свою собственную ценность, которая выходит за рамки подделки".

## Пилотный выпуск
Пилот снимался совместно с Хэннибалом Бёрессом, а режиссерами были Эндрю Барчилон и Китао Сакурай. Он был снят "за несколько дней" в заброшенном винном погребе в Бруклине в 2009 году. 
После съемок у Андре кончились деньги, и он не мог позволить себе нанять видеомонтажёра. Зная, что будет слишком сложно объяснить, как монтировать "помойную кучу отснятого материала", Андре взялся за эту задачу сам, потратив целый год на изучение монтажной программы Final Cut. Затем пилот был отправлен на всевозможные телеканалы (включая NBC и MTV), где был отклонен по крайней мере один раз за то, что "выглядел дешевым и общедоступным". В конце концов, роликом заинтересовались на Adult Swim. 
Части пилота были показаны на выставке San Diego Comic-Con International в 2013 году. 

## Трансляции и живые выступления
Периодически Эрик Андре выступает с шоу публично во время специальных туров. Что касается трансляций, первые четыре сезона программы были выпущены в iTunes, на YouTube и Prime Video. Кроме того, первые четыре сезона, а также специальный новогодний выпуск доступны на Hulu.